# Kozetka
Kozetka (fr. causette – pogawędka) – niewielka dwuosobowa kanapa, mająca oparcie z jednej lub z dwóch stron.

Wprowadzona we Francji w połowie XVIII wieku, rozpowszechniona w XIX wieku.
W Polsce nazwa różnych leżanek, np. leżanki lekarskiej lub prostego łóżka.